# 大吻擬深海鱈
大吻擬深海鱈，為輻鰭魚綱鱈形目稚鱈科的其中一種，分布於北太平洋Walvis海脊海域，屬深海底魚類，深度350-3000公尺，體長可達75公分，棲息在大陸坡水域，以底棲性無脊椎動物為食，生活習性不明。